# Solopysky (Sedlčany)
Solopysky jsou osada, část města Sedlčany v okrese Příbram ležící ve Středočeském kraji. Leží asi jeden kilometr západně od Sedlčan. Solopysky leží v katastrálním území Solopysky u Třebnic.

## Historie
První písemná zmínka o vesnici pochází z roku 1227. Vesnice byla vystavěna na místě, kde dříve stávala obec Leblovice, která zanikla při husitských válkách.

## Obyvatelstvo
| Rok            | 1869 | 1880 | 1890 | 1900 | 1910 | 1921 | 1930 | 1950 | 1961 | 1970 | 1980 | 1991 | 2001 | 2011 | 2021 |
| -------------- | ---- | ---- | ---- | ---- | ---- | ---- | ---- | ---- | ---- | ---- | ---- | ---- | ---- | ---- | ---- |
| Počet obyvatel | 196  | 231  | 210  | 217  | 233  | 261  | 245  | 198  | 208  | 201  | 157  | 192  | 217  | 210  | 204  |
| Počet domů     | 32   | 34   | 35   | 36   | 41   | 46   | 49   | 53   | 53   | 49   | 51   | 67   | 77   | 81   | 90   |

## Obecní správa
Při sčítání lidu v letech 1850–1918 Solopysky byly osadou obce Dublovice v okrese Sedlčany. V letech 1918–1960 byly samostatnou obcí, se kterým patřily nejprve do okresu Sedlčany, ale od roku 1960 v okrese Příbram. Od 1. července 1960 do 31. prosince 1985 byly částí obce Třebnice v okrese Příbram. Od 1. ledna 1986 jsou částí města Sedlčany v okrese Příbram.

## Pamětihodnosti
- Kaple Proměnění Páně
- Tvrz se špýcharem
- Boží muka
- Přírodní památka Horní solopyský rybník na východním okraji vesnice

## Galerie

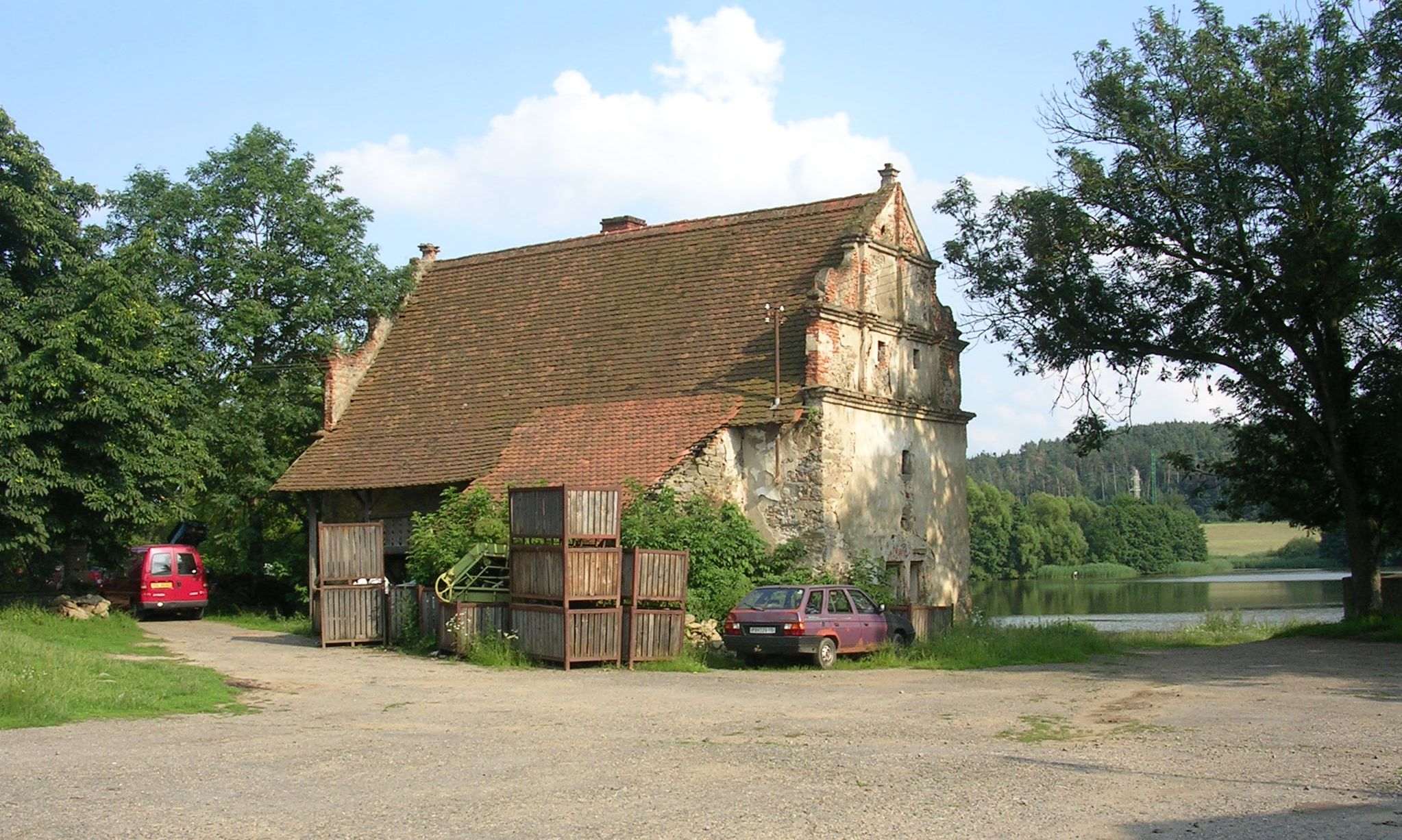
Barokní špejchar u Dolního Solopyského rybníka
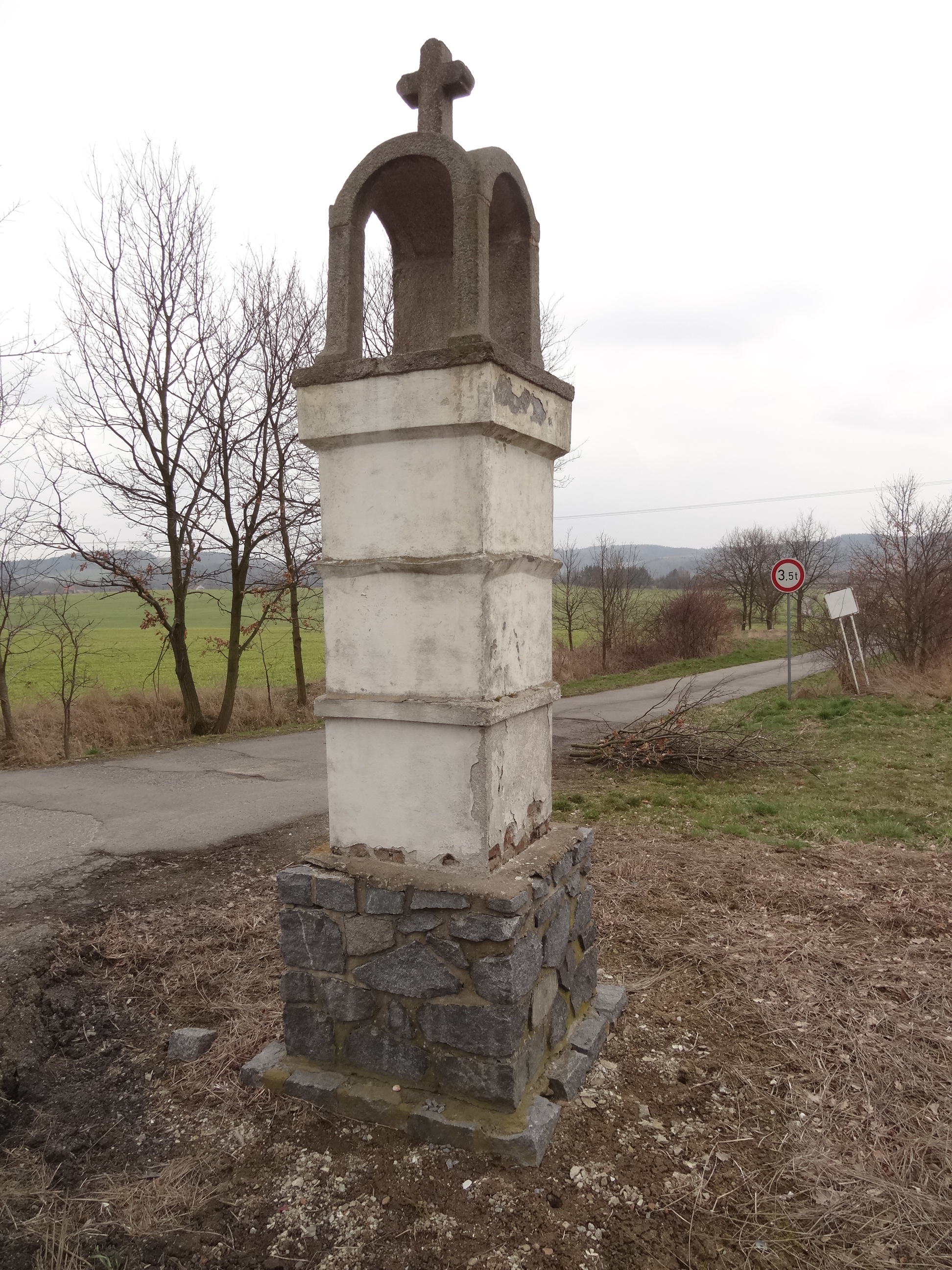
boží muka (Hronova kaplička)
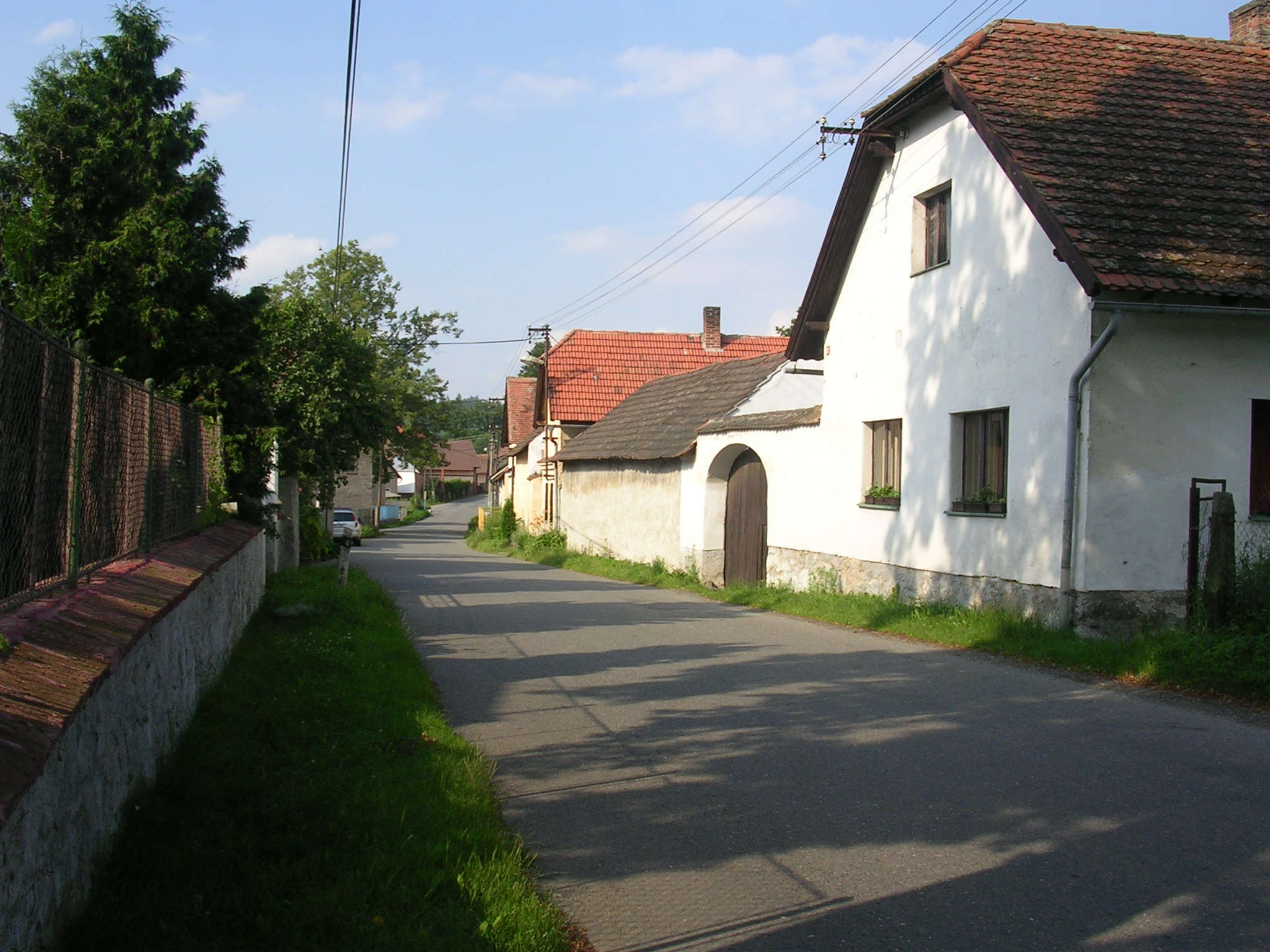
jedna z ulic
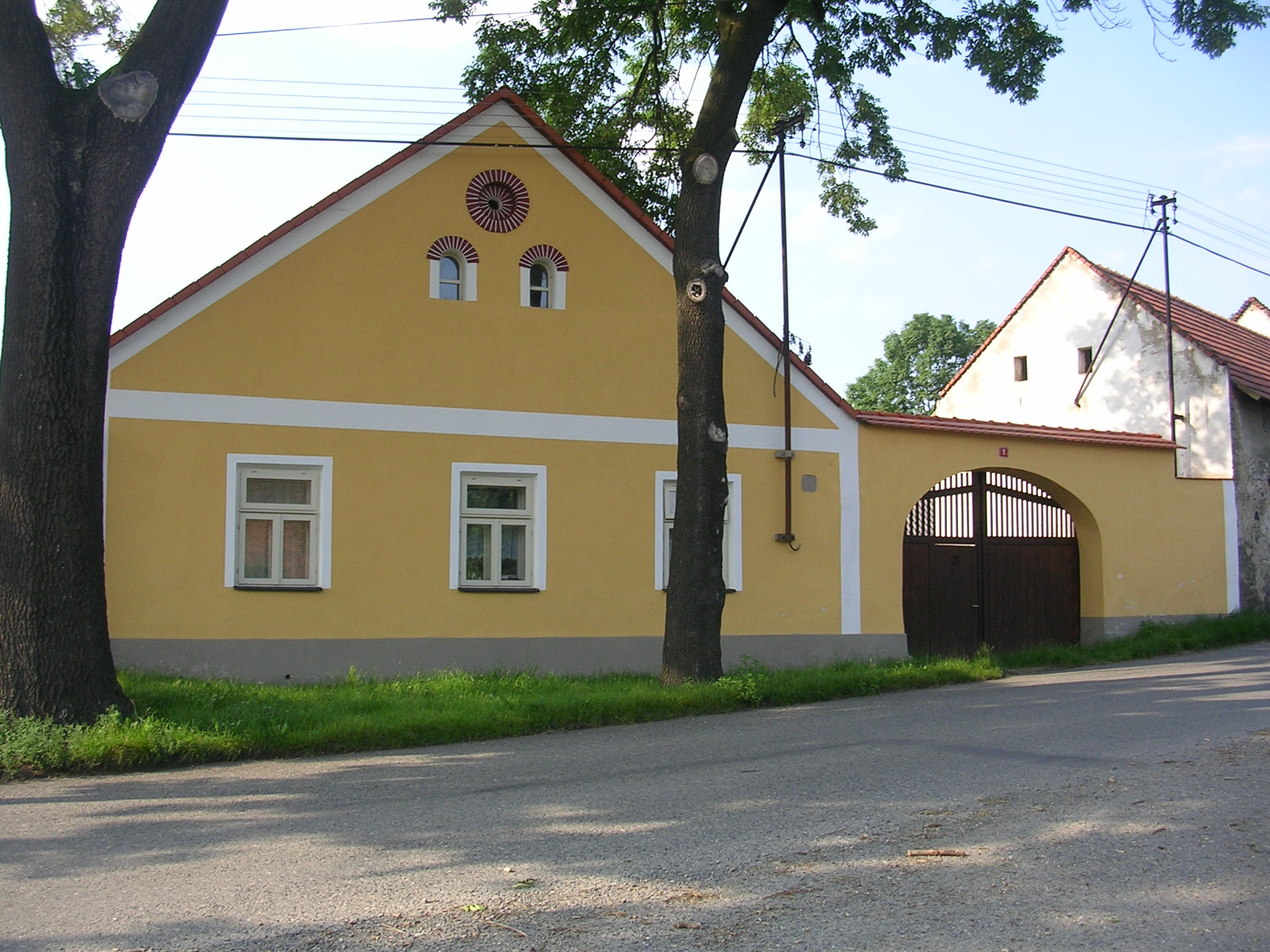
dům čp. 1